# أدولفو فرساري
أدولفو فرساري(11 فبراير 1814 - 7 فبراير 1898) هو مصور إيطالي يقيم في يوكوهوما , اليابان.
أستوديو أدولفو فرساري كان آخر أستوديو مشهور يملكه شخص أجنبي في اليابان .
\ وكان واحداً من أكبر وأهم الشركات الفوتوغرافية التجارية إنتاجاً في البلاد .
يرجع ذلك إلى معاييره التقنية الصارمة وقدراته الغير عادية التي كان لها
تأثير كبير على تطور التصوير الفوتغرافي في اليابان .
. تبع ذلك مهنة عسكرية قصيرة. شمل ذلك الخدمة في الحرب الأهلية الأمريكية .
أصبح رائد أعمال ناجح ومصور إعلانات. حتى وأن عمله الفوتوغرافي أصبح يقدر بشكل كبير وخصوصاً الصور الملونة باليد ورسومات المناظر الطبيعية . والذي
باع معظمها إلى الأجانب المقيمين وزوار المدينة.
إنتشرت صور فرساري على نطاق واسع، حيث قد تم عرضها في بعض الكتب والدوريات، وتم إعادة تقديمها وعرضها من قبل فنانين أخرين في الصحافة على أنها شكل التصورات الأجنبية عن الناس والأماكن في اليابان وإلى حد ما أثرت على رؤية اليابانيين لأنفسهم وبلدهم.

## السنوات الأولى
أدولفو فرساري ولد في فيتشنزا , لومباردي - فينيسيا (والتي كانت جزء من الإمبراطورية النمساوية , الآن في إيطاليا) لقد بدأ عمله في الجيش الإيطالي في عام 1859 لكنه هاجر إلى الولايات المتحدة في عام 1863 وحارب حركة العبودية, فرساري خدم مع جيش الأتحاد على أنه جندي متطوع في ولاية نيويورك حتى نهاية الحرب الأهلية الأمريكية .تزوج من أمريكية، لكن الزواج لم يدم طويلاً. وفي عام 1873 ترك زوجته وطفليه وإنتقل إلى اليابان .في يوكوهوما شكل فرساري شراكة مع شركة إ . أ سارجنت. تدعى شركة سارجنت وفرساري وشركائه حيث أصبحوا يتاجرون في لوازم التدخين، والقرطاسية وبطاقات الزيارة، الصحف والمجلات والروايات وكتب الحوارات اليابانبة والأنجليزية، والقواميس والكتب الأرشادية والخرائط، واللوحات الفوتوغرافية عن اليابان .لا يزال غير معروف مبتكر هذه الصور، لكن فرساري كان المبتكر -على الأقل - لبعض الخرائط، لاسيما فيما يتعلق بميونوشيتا (في منطقة هاكوني) ويوكوهوما .بعد أن إنتهت شراكته مع شركة سارجنت. أصبحت شركة فرساري وشركائه تنشر طبعات متتالية من دليل كيلينق إلى اليابان وفرساري نفسه كتب ونشر الكلمات اليابانية والعبارات اليابانية ليستخدمها الأجانب. كانت الشركة من بين أكثر شركات النشر المنتجة لمواد مساعدة المسافرين .حيث نشر أول دليل إلى اليابان بحلول يوليو 1880.

## مهنة التصوير والأستوديو
وسع فرساري مصالحه التجارية وعلم نفسه التصوير الفوتغرافي في عام 1885 . وفي عام 1885 قام بتشكيل شراكة مع المصور تامامورا كوزابورى للإستحواذ على أستوديو ستيلفريد أندرسن (المعروف أيضا باسم جمعية التصوير اليابانية)، التي كان لديها نحو 15 موظفا يابانيا. شملت أسهم الأستوديو صور من فيلك بياتو التي قد اكتسبها مع أستوديوهات بياتو في عام 1877 . ليس من الواضح كم أستمرت شراكة تمامور وفرساري . لأنهم في بضعة سنين أصبحوا في منافسة مع أحدهما الأخر.
في فبراير 1886 دمر حريق كل نيجاتيفات فارساري، بعد ذلك قام فرساري بجولة في اليابان لمدة خمسة أشهر لالتقاط صور جديدة لتحل محلها. أعاد فتح الأستوديو في عام 1887. وبحلول عام 1889 وعلى الرغم من خسائره في الحريق، كان مخزون فارساري يتألف من حوالي 1000 صورة للمناظر الطبيعية اليابانية والفنية.